# Hoplitis procerior
Hoplitis procerior är en biart som först beskrevs av Borek Tkalcu 2000.  Hoplitis procerior ingår i släktet gnagbin, och familjen buksamlarbin. Inga underarter finns listade i Catalogue of Life.